# Deretiosus
Deretiosus är ett släkte av skalbaggar. Deretiosus ingår i familjen vivlar.

## Dottertaxa tillDeretiosus, i alfabetisk ordning[1]
- Deretiosus alphabeticus
- Deretiosus amblipennis
- Deretiosus angustus
- Deretiosus apicalis
- Deretiosus aridus
- Deretiosus aspratilis
- Deretiosus atratus
- Deretiosus blandus
- Deretiosus carinirostris
- Deretiosus collaris
- Deretiosus eremita
- Deretiosus exhithioides
- Deretiosus exithioides
- Deretiosus fasciculatus
- Deretiosus fasciculiceps
- Deretiosus gibber
- Deretiosus hystricosus
- Deretiosus intercoxalis
- Deretiosus invenustus
- Deretiosus lateripennis
- Deretiosus lateroalbus
- Deretiosus latus
- Deretiosus lectus
- Deretiosus minutus
- Deretiosus molitor
- Deretiosus muticus
- Deretiosus palliatus
- Deretiosus parvus
- Deretiosus purpureotinctus
- Deretiosus pustulosus
- Deretiosus sanctus
- Deretiosus scutellaris
- Deretiosus scutiger
- Deretiosus sellatus
- Deretiosus setosus
- Deretiosus squamipennis
- Deretiosus subaridus
- Deretiosus tibialis
- Deretiosus variegatus
- Deretiosus venustus
- Deretiosus verrucifer
- Deretiosus wilderi
- Deretiosus v-niger
- Deretiosus ziczac
- Deretiosus zopherus